# Veniamin (Lichomanov)
Veniamin (světským jménem: Nikolaj Ivanovič Lichomanov; * 2. října 1952, Sokol) je ruský duchovní Ruské pravoslavné církve a biskup rybinský a romanovo-borisoglebský.

## Život
Narodil se 2. října 1952 v Sokolu. Roku 1969 dokončil střední školu v Marhanci.
Po střední škole studoval na mechanicko-matematické fakultě Moskevské státní univerzity, kterou dokončil roku 1975. Od září 1975 do ledna 1976 pracoval jako inženýr Institutu matematiky a mechaniky Kazašské akademii věd městě Alma-Ata. Od května 1976 byl mladším výzkumníkem Všeruského vědeckého výzkumného ústavu pro syntézu minerálních surovin v Alexandrově, zde pracoval až do června 1978. Tento rok vstoupil do manželství s Annou Denisovo.
Dne 8. října 1978 byl metropolitou jaroslavským a rostovským Ioannem (Vendlandem) rukopoložen na diákona a 14. října na jereje. Po vysvěcení byl určen jako druhý duchovní chrámu Vzkříšení Krista v Tutajevu.
Dne 9. října 1979 se stal představeným chrámu Vzkříšení v Tutajevu a blagočinným Tutajevského okruhu.
Roku 1984 dokončil studium na Moskevském duchovním semináři.
Od roku 1993 byl členem eparchiální rady jaroslavské eparchie. V letech 1994–2006 byl předsedou eparchiálního oddělení pro katechezi a náboženskou výchovu.
V letech 1996–2003 byl hlavním redaktorem eparchiálního věstníku. Mezitím byl ustanoven rektorem Jaroslavského duchovního učiliště.
Roku 1999 dokončil dálkové studium na Moskevské duchovní akademii.
Roku 2002 bylo po vzájemné dohodě manželů manželství anulováno a oba vstoupili do monastýru.
Dne 13. března 2003 byl arcibiskupem Michejem (Charcharovem) postřižen na monacha se jménem Veniamin na počest svatého mučedníka Veniamina (Voskresenského), biskupa romanovského. Jeho manželka Ioanna (Lichomanova) je v současnosti představenou Ioanno-Mariinského monastýru ve Stavropolu.
Na Velikonoce roku 2004 byl povýšen na archimandritu.
V letech 2003–2009 sloužil jako sekretář eparchiální rady.
Roku 2006 byl jmenován vedoucím oddělení teologie a o dva roky později vedoucím fakulty teologie Jaroslavské státní pedagogické univerzity. Od roku 2007 se stal členem kléru jaroslavské eparchie.
Dne 31. května 2010 jej Svatý synod zvolil biskupem rybinským a vikářem jaroslavské eparchie. Dne 20. srpna byl oficiálně jmenován biskupem a o dva dny později proběhla v chrámu Proměnění Páně Soloveckého monastýru jeho biskupská chirotonie. Světiteli byli patriarcha moskevský Kirill, metropolita kišiněvský a celého Moldavska Vladimir (Cantarean), metropolita saranský a mordovský Varsonofij (Sudakov), metropolita volokolamský Ilarion (Alfejev), arcibiskup rostovský a novočerkasský Panteleimon (Dolganov), arcibiskup sergijevo-posadský Feognost (Guzikov), arcibiskup jaroslavský a rostovský Kirill (Nakoněčnyj), biskup tiraspolský a dubǎsarský Sava (Volkov), biskup archangelský a cholmogorský Tichon (Stěpanov), biskup cahulský a comratský Anatolie (Botnari), biskup hâncuský Petru (Musteață), biskup solněčnogorský Sergij (Čašin), biskup bălţický a făleştický Marchel (Mihăescu), biskup podolský Tichon (Zajcev) a biskup orechovo-zujevský Panteleimon (Šatov).
Dne 15. března 2012 byl Svatým synodem v souvislosti zřízení rybinské eparchie jmenován biskupem rybinským a ugličským.
Dne 26. července 2012 jej Svatý synod potvrdil ve funkci představeného monastýru Vzkříšení Krista v Ugliči.
Dne 24. prosince 2015 mu byl změněn titul na biskup rybinský a danilovský.
Dne 16. dubna 2016 byl Svatým synodem potvrzen ve funkci představeného monastýru Zesnutí přesvaté Bohorodice ve vesnici Adrianova Sloboda.
Dne 13. dubna 2021 mu byl změněn titul na biskup rybinský a romanovo-borisoglebský.